# Clubhouse (アプリケーション)
Clubhouse（クラブハウス）は、アメリカ合衆国の企業であるアルファ・エクスプロレーションが開発している音声SNSアプリケーション。

## 沿革
2019年秋、元Google社員のポール・ダヴィソンとローハン・セスが新たなる価値を創造するSNSとして、視聴者参加型ラジオ形式の番組を即座に配信可能なサービスとして「Talkshow」という名称でスタート。
2020年2月にアルファエクスプロレーション（Alpha Exploration）を共同で創業。上海に所在するSDK提供企業である、声網（Agora.io）からリアルタイムビデオ通話・ライブ配信SDK「Agora Video SDK」の提供受け、同アプリケーションを開発した。ダヴィソンはサンフランシスコ出身の企業家で、セスはシリコンバレーで働く連続起業家（シリアルアントレプレナー）であった。
2020年4月、サービスを立ち上げる。立ち上げ後、Appleのテストフライトサイトにて、同年4月から8月位までの間に5000人限定のサービスで開始され、元ソフトバンク社員で、起業家としてサンフランシスコ・ベイエリアでRemotehour創業した山田俊輔がデイビソンから人づてにリンクが届いた日本人として同アプリの使用の始祖とされ、この時点でもInvite（招待）枠を募るDMが寄せられたとしている。その後、同年8月以降にAppleのアメリカ合衆国向けのApp Storeに登録された
アメリカ合衆国において、新型コロナウイルス感染症の世界的流行のロックアウト時期と重なった事で人気を博し、特に2020年5月にベンチャー企業アンドリーセン・ホロウィッツから1,200万ドルのシリーズA投資（1,000万ドルの自己資本と200万ドルの既存株式の購入）を受けた後に、さらに人気を博した。
2021年4月時点でベータ版のためiOSのみの対応していたが、同年5月2日、Android用アプリのβテストを開始した。IT批評家の尾原和啓がClubhouse創業者のトークルームで確認した情報として、機種依存のテスト完了後、同年5月から8月の内に正式リリース予定であると発信しており、翌週5月9日に合衆国向けにβ版を公開した。そのまた、翌週の同月16日付けで全世界向けに拡大する事を発表し、日本国内でも同月18日からリリースされた。
アプリの登録者数は60万人で、Clubhouse開始時から招待制を採用し継続していたが、同年5月30日に催された同社Town Hallにて招待制の廃止を発表し、7月21日に正式に廃止された。
また、週間のユニークユーザーは200万人以上となっている。

### 日本
前述の山田俊輔が2020年12月中旬に突然、Clubhouse運営側からInvite枠を20枠付与されたため、同じくベイエリアでホテルを賃貸できるサービス「Anyplace」を立ち上げた起業家の内藤聡を最初に招待し、その後ベイエリアで起業している日本人10名をInvite（アプリに招待）した。その後、事業の資金調達のため日本に帰国した内藤に相談を持ち掛け、日本国内で著名な起業家にInvite枠を招待しようと謀議を図った。
その為、ITサービスに感度が高い、メルカリの代表取締役社長である山田進太郎、CAMPFIREのCEOである家入一真、CAMPFIREのインターン経験者でネットショップ作成サービス企業のBASE株式会社のCEOである鶴岡裕太をInviteした。この契機に家入、鶴岡経由にて芸能人や芸能マネジメント業界の人間に浸透して行き、芸能人の始祖は小嶋陽菜（タレント、元AKB48）とされており、アメリカ合衆国内と同様に各界の著名人が続々とサービス利用を開始し、山田はメルカリ周辺の人間に浸透して行った。
その後、2021年1月23日より日本国内向けのβ版の運用が開始され、日本語のオープンルームが徐々に開設されて行き、鶴岡のツイートにIT業界の人間が呼応して以降、スタートアップ時からインターフェースが日本語に対応していない状態にも係らず、爆発的なユーザー数の伸びを見せており、1月28日にはAppStoreの「無料アプリ」ランキングのトップになった。また、前述のリリースに伴い、日本語版の公式Twitterアカウントも開始され、 日本のAndroidユーザー向けにClubhouse公式として2日渡ってイベントを開催し、アプリケーションアイコンの歴代キャラクターであるアクセル・マンスールとドリュー・カタオカが参加した。
LINEリサーチが同年1月30日から5回に渡り「Clubhouse」に関する調査の実施し、日本全国の15歳から59歳の男女1050前後サンプルの内「認知しているが、登録してない」と回答したユーザーは1回目は全体の17%であったが、3回目は60%まで増加し、5回目では約70%にまで浸透した。しかし、サービスの継続利用について10代、20代が減少し、30代の利用意向者が増加している結果となったが、その後の調査では2、30代の利用率が向上した結果が算出され、興味のジャンルも変化している。
同社は、2021年9月30日に「CH PRESS CLUB JAPAN」と言うクラブにてJapan Press Conference（日本人記者向け懇談会）を催し、日本へ向けたローカライズ対応を強化する方針を発表。ローンチ以後から同年10月1日時点でアプリの表記が英語のみであるが、日本語のネイティブ対応やクラブのサブスクリプションサービス、トークルームの有料化、一部地域でスタートした投げ銭サービスが同社と提携している収納代行業社の日本での金融取引免許未所持状態を解消し、日本での投げ銭対応やルームに対してのスポンサー対応を検討してることを明かした。
同社CEOのポールは上記の対応方針について、日本は同社にとって非常に重要な市場である事を明かし「会社の成長が早急過ぎるとサービスを壊す恐れを抱いてる」事を懸念しており、「自分達の目標は急進的にフォロワーやファボ(いいね、Like)を増やす事よりも人間らしい繋がりの形成や会話をしていた時間感覚を爽快に感じて欲しい」と意向を示し、同懇談会に参加していたゲストスピーカーであった尾原はポールやローハンはClubhouse内で会話する人間の心理的安全性を気遣っており、その思考がクリエイティブな人をより保ってることが理解でき、9月時点でも文化が熟成がしてる状況が年末迄の収益化が進めばさらに進む事を期待してると意向を示した。

## 特徴
「世界中の人が気軽に話し合える場所を提供する」をコンセプトに、友人や見知らぬ人とラジオのような会話を楽しんだり、気軽に飛び入りで参加したりができるサービスとなっている。アプリには、多様なトピックに関する会話、トークショー、音楽、ネットワーキング、デート、パフォーマンス、政治的な議論など、様々なクラブやバーチャルルームが用意されている。

### アイコン
Clubhouseアプリのアイコンは社会的に影響を及ぼしている実在する人物から選定され、ローンチ以後は青年男性が多く選出されおり、6代目の人物は東海岸でジャズギタリスト・アーティストとして活動しているボマーニX、2021年2月8日以降の7代目はシンガーソングライターのアクセル・マンスールであった。同年4月26日にローンチされたバージョン0.1.33アップデート版での8代目アプリアイコンキャラクターは、初の女性である日系アメリカ人の水墨画アーティストであるドリュー・カタオカが、6月20日のバージョン0.1.41アップデート分からは、ブラジル人の人権活動家であるダンダラ・パグ、7月21日の1.0.0アップデート分ではヒップホップアーティストとして活動している21サヴェージのマネージャーでアトランタで音楽プロダクションのMeezy entertainment LLCを経営している、
ジャスティン・"メジー"・ウィリアムスが選出された。

### 利用規約
利用規約では、18歳以上であり、かつ本名（実名）を登録することが義務付けられている。芸能人や著名人などに限り芸名を追記できる。知的財産権などを侵害するコンテンツは配信禁止。「ルーム」内での会話の記録は録音だけでなく書き起こしやメモも禁止で、どうしても記録したい場合は全員に書面で許可を取る必要がある。いやがらせ、差別、脅迫行為、ポルノなど公序良俗に反する行為は禁止等が書かれている。

## 機能

### トークルーム
前述の特徴である、ユーザー同士が音声にてリアルタイムのコミュニケーションを取れる「バーチャルルーム」を設ける事が出来る。ユーザーがローンチ後から2021年9月18日迄は「topics（トピックス）」、同年同月19日以後は「titles（タイトル）」名を設定してルームを作成すると、「Moderator（モデレーター）」という役割が付与される。モデレーターは、ユーザーの名前の横にモデレーターの証しである緑色の星印が表示され、トークルームに参加しているユーザーをステージに呼んだり、ユーザーを強制的にミュートしたり、スピーカーをステージから外したりする役割が可能となる。また、部屋に来訪する「listener（リスナー）」にも役割として、通常はトークを拝聴するオーディエンス扱いであるが、「発言者のフフォロワー」と「トークルームの他人」と区別されており、「Hands up（挙手）」を「挙手」アイコンをプッシュする事で、モデレーターがトークステージの壇上にinvite（招待）されたユーザーは「Speaker（スピーカー）」として同じ壇上で会話する事が可能となる。ユーザーは、「Leave quietly」ボタンまたはピースサインの絵文字をタップして退室することができる。
プライバシーレベルの設定が可能で、どのユーザーでも参加出来る「Open 」ルーム、トークルームを設けるモデレーターがフォローしているユーザーのみ参加可能の「Social」ルーム、モデレーターが招待した特定フォロワーのみ参加出来るカギ付き「Closed」ルームの3つのセクションで設定する事が可能になっている。
また、同年11月9日から、クリエイター向けに新機能であるルームに参加したライブ及びアーカイブユーザーの総数が表示される「Total Listener Count」機能がリリースされた。

#### ウェーブ
2021年9月19日(日本時間：同月20日)、同社のタウンホールにて、新機能ローンチを予告し、同年同月23日(日本時間：同月24日)に、前述のカギ付き「Closed」ルーム設定を簡易にした、「Wave（ウェーブ）」機能がリリースされた。
「AVAILABLE TO CHAT（チャット可能）」ユーザー欄にて、オンライン中だと表示されている相互フォローしているユーザーをプライベートルームを簡単に開始する事が出来る機能で、一度に複数人数を招待する事が可能である事が特徴で、inviteを承諾したユーザーのみ参加する事が可能で、互いにブロックしている人に誰かがウェーブすると、最初にウェーブに参加した人はアクセスできるが、次の人は入ることは出来ない。

### クラブ
2021年3月5日(日本時間：同月6日）、ユーザーが興味のあるカテゴライズ事に集散が可能となるコミュニティである「Club（クラブ）」が作成が可能となった。

### マネタイズ
2021年4月5日付の同社ブログにてStripeのオンライン決済ツールを用いた、「Clubhouse Payments」を発表。
「Payments」の送金は機能を使用したいユーザーが初回にクレジットカードかデビットカードを登録して、全ユーザー利用出来る。しかし、受取りについては小規模なテストグループを対象に提供開始して、段階的にユーザーの拡大する予定である。送金額は全額クリエイターに渡り、送金側はカード決済手数料がかかる。この手数料は、Stripeに直接支払われ、Clubhouseは間接的にも受け取らないと表明している。

### バックチャネル
2021年7月15日(日本時間：同月16日)付で、テキストメッセージング（ダイレクトメッセージ）機能である「Clubhouse Backchannel」を発表。ユーザー同士が1対1または複数人グループでのやり取りが可能で、アプリ画面右下にある紙飛行機アイコンをタップするか、画面を左にスワイプしてメッセージ一覧を表示させ、ペンマークを押下して新規メッセージを送信する事が可能となった。ただし、テキストのみでファイルの添付は不可である。
これにより、ルーム立上げ時にモデレーターに対して、スピーカーまたはオーディエンスがモデレーターに対してQ&A等のコミュニケーションが取れる。

### 空間オーディオ
2021年8月29日(日本時間：同月30日)、同社はフィリップ・ローズデールが共同創業者を務める空間オーディオ企業であるHigh Fedelity社の空間オーディオAPIを導入し、トークルーム内に「Spacial Audio（空間オーディオ機能）」を翌30日にiOS向けのアプリケーションのみアップデートされたバージョン1.06版からリリース開始。
この機能の実装によって、ルーム内の話者の声がバーチャルな空間で立体的に聞こえるようになり、オーディエンス側とスピーカー側とオーディオクオリティが逆転し、コンフリクトが少なく聞こえるようになった事でオーディエンスリッチの機能と認知された。設定可否はユーザー側のアプリにて任意で決定することが可能。その後、同社は9月30日にAndroid版のSpacial Audioをリリース。
また、同年10月15日にiOSユーザー向けリリースにて、ヘッドフォンやスピーカーの使用の有無に拘らず、クリエイターは音楽ルームに対してスタジオ録音に近い音質に特化し、オーディエンスはステレオ音響での視聴が配信が可能となる「Musicモード機能」をリリース。USB接続マイクやミキシングボードといったプロ仕様のオーディオ機器に対応可能になった。

### Clips&Replay
2021年9月30日(日本時間：10月1日)、アップデートされたバージョン1.0.12版にて、利用規定にトークルームの録音禁止を謳っていたが、ライブリスナーが公開ルーム音声で直近30秒間を録音して自由にシェアできる「Clips（クリップ）」とClubのクリエイターやトークルームのモデレーターが、トークルームの会話内容を録音が出来る機能である「Replay（リプレイ）」機能のリリース開始。
クリエイター自身のプロフィールやClub内でアーカイブとしての保存が可能となり、ダウンロードした音声をPodcastプラットフォームやRSSフィード等の外部サイトでシェアすることが可能となる。但し、当該機能のβ版は極少数のユーザー向けのリリースの扱いとなっていた。その後、同年11月9日リリース分から全ユーザー向けに同機能のリリースを開始し、Publicルームの録音データをアーカイブ化が可能となり、前述の他のプラットフォームへの音源共通が可能となる。また、同年11月9日リリースにて、自身の当該アプリ使用のアカウントにて、Replays音源を再生リストに保存することが可能となる「Saved Replays」がリリースされた。

## 評価

### 欧米
ソーシャル・デザイン・エージェンシーのサラ・サラヴィッツは「これほど中毒性があり、急進的なアプリには出会ったことがない」と表現し、物議を醸した。自由に話せるゆえに、発言が過激になったり、内輪のノリが起きやすいという構造上の問題点も挙げられている。

### 東アジア・中東

#### 日本国内
前述のアプリ浸透過程の中で、芸能界やインフルエンサーが当該アプリを拡散していた様相を大手放送局が持て囃して、報道番組やワイドショー、バラエティ番組で紹介していた事に対し、放送局の広告出稿に対して介在している大手広告代店電通が口添えしていると見られる慣用句である「電通案件」とSNSやネットユーザーの中で揶揄される事が存在した。しかし、前述の浸透度調査結果に表れている様に、世代間によっての浸透度は一旦落ち着いており、この落ち着いた状況で金融投資やビジネスコンサルティング、スピリチュアル系セミナーに寄ったルーム立上げ頻度向上や後述である、芸能人のオープンルーム内での会話のコタツ記事化による炎上案件等でアプリ使用頻度低下の事象を揶揄する「下火」と逆流れに変化している。
但し、書籍ダイジェストサービス「SERENDIP（セレンディップ）」を提供している、情報工場チーフ・エディターである吉川清史は前述の沈静化状態を示しつつ、全世代的に同業他社を含めた音声プラットフォームの浸透して来た事を評価しつつ、Voicyの代表取締役CEOである緒方憲太郎の言葉を引用し、Web上のコミュニケーション手段として「声質や話し方に個性や「人となり」が表れやすい「本人性」が高い「音声」」がコミュニケーション手段として台頭する見立てを示し、Clubhouseが音声プラットフォーマーとして巷に浸透させた影響力があった事を評している。

#### 中国
2021年2月8日、中国でClubhouseが利用できなくなった。台湾や香港などの政治的問題、ウイグル自治区やチベット自治区などの人権問題が自由に議論されており、これを危惧した中国政府が他のSNSと同様に規制したとみられる。

#### タイ
東南アジアのタイでも、当該アプリが利用されているが、2021年2月17日にタイ政府はアプリの適切利用を呼び掛ける警告を実施。その理由が、タイ王室に対して、学生による王室制度の改革のデモ活動の謀議に利用される事を鑑みた事が理由とされている。

#### オマーン
西アジアに位置する、オマーンでも、テスラの共同創業者であるイーロン・マスクと金融サービス企業ロビンフッドのCEOであるブラッド・テネブが、突発的にルームを立上げた事をキッカケにブームになったが、オマーンの電気通信規制機関はセキュリティを盾に、アプリの使用がブロックされた。但し、中国の様に検閲が理由では無いと強く強調している。

### セキュリティ
2021年2月2日、独ハンブルクのデータ保護当局はクラブハウスの個人情報の扱いに関して、個人情報の収集方法や録音データの扱いなど複数の問題があると指摘する文書を公表した。
2月15日、Clubhouseは上海のソフトウェアプロバイダーAgora社のAPIを使用しているが、スタンフォード大学はClubhouseのデータの一部がAgora社からアクセスできる可能性があること指摘した。こうした指摘について運営は中国国内のサーバーに情報を送信しないように、サードパーティーの企業に依頼し暗号化措置を追加しセキュリティ強化は72時間ほどで完了すると発表した。

### 規約違反
YouTubeに違法アップロードなど規約違反のユーザーが出てきており問題になっている。

#### 欧米
反ユダヤ主義、同性愛嫌悪、トランスジェンダー嫌悪、女性差別（ミソジニー）、人種差別などヘイトスピーチの拡散に利用されており、さらにアプリ側の対応が不十分であると多数の専門家やジャーナリストから指摘されている。ただし、Clubhouseには通報機能が備えられており、運営側が一定期間音声を録音しているため、通報があった場合は規約違反をしていないか確認できるようになっている。

#### 日本
前述の日本導入以後、FOMO（Fear Of Missing Out）が指摘される事例や、招待枠をフリマアプリなどで高値で出品するケースも出現した。メルカリなどで不正に招待枠の権利売買がされているが、招待には電話番号が必ず必要なため問題となっている。
また、2021年2月上旬に藤田ニコル（モデル、タレント）のトークルーム内で池田美優（モデル）等との会話を写真週刊誌『FLASH』2021年2月23日号にて再構成したコタツ記事を出稿し、その後ニコルが自身のTwitterアカウントのツイートでClubhouseの規約で禁じられている書き起こしの記事化に疑義を呈し、反駁した事により、スポーツ紙のコタツ記事化に拍車を掛け、結果としてTwitterユーザーからのリプライの内容がバッシングへ曲解された事を、自身のラジオ番組である『アットホームpresents 藤田ニコルのあしたはにちようび』（TBSラジオ）2021年2月13日放送分にて告白している